# 狼の賭け
『狼の賭け』（おおかみのかけ、Le Temps des loups）は、1970年のフランス・イタリアの犯罪映画。出演はロベール・オッセンなど。

## キャスト
※括弧内は日本語吹替（放送日1976年8月7日『土曜映画劇場』）
- ロベール：ロベール・オッセン（綿引洪）
- クラーマー警部：シャルル・アズナヴール（西村晃）
- ステラ：ヴィルナ・リージ
- マルコ：マルセル・ボズッフィ
- ロバートの母親：マドレーヌ・ソローニュ

## スタッフ
- 監督：セルジオ・ゴビ
- 脚本：ジョルジュ・タベ、アンドレ・タベ
- 撮影：ダニエル・ディオ
- 編集：ガブリエル・ロンジェ
- 音楽：ジョルジュ・ガルヴァランツ